# ルシア (ファイナルファイト)
ルシア（Lucia）は、カプコンのベルトスクロールアクションゲーム『ファイナルファイト タフ』などに登場する架空の人物。

## 概要
『ファイナルファイト タフ』（以下『タフ』と表記）で初登場する。同作のプレイヤーキャラクターの一人。フルネームはルシア・モーガン（Lucia Morgan）。得意武器は警棒で、彼女のみ警棒で連続攻撃を繰り出すことが可能。
『ストリートファイターV』（以下『ストV』と表記）のシーズン4の追加DLCキャラクターとして再登場し、2019年8月5日にエドモンド本田とポイズンと同時に配信された。『ストV』ではデフォルトの衣装と髪型が『タフ』から大幅に変更されていて、トンファーを所持している。なお、『ストV』ではノスタルジックコスチュームで『タフ』時代の衣装と髪型に変更できる。

## キャラクターの設定
メトロシティ市警察の特殊犯罪捜査課の敏腕女性刑事。我流の拳法と護身術で闘う。ある事件をきっかけにマイク・ハガーと知り合い、それ以来の友人である。『タフ』の英語版『FINAL FIGHT 3』ではコーディーと昔馴染みであるとされており、後の『ストV』でも反映されている。
明るく活発な刑事で、不正や悪事を許さない熱血漢だが、ずぼらでめんどくさがり屋な一面がある。『タフ』では標準語で喋るが、『ストV』では関西弁（英語版ではブルックリン訛り）で喋る。
『ストV』の個別ストーリーモードでは元市長となったハガーから「反ハガー派の議員たちがマッドギア残党と接触する可能性があるか調査してほしい」と依頼される。
『ストV』のディレクターである中山貴之は、『タフ』から大幅にデザインが変更されたことについて、ブルックリン訛りの活発で元気な印象にしたかったからだと語っている。

## ゲーム上の特徴
蹴り技中心で闘うにもかかわらずリーチが短いのが欠点で、リーチの長い相手に対して最も不利。コマンド技もリーチが短いが、攻撃力は高い。
対戦型格闘ゲームの『ストV』では『タフ』の攻撃を再現した必殺技を使う。飛び道具を持つがリーチの短い技が多いため、接近戦が必要になる。

## 技の解説

### ファイナルファイト タフ

#### 連続技
ミドルキック→ローキック→ハイキック→ローリングエルボー
立ち状態のみ出せる連続技。
ローリングエルボー→ダッシュハイキック→ダッシュミドルキック
ダッシュ中に出せる連続技。

#### 特殊技
ニードロップ
膝を出しつつ飛び込む技。その後、地上技へつなぐことができる。

#### 投げ技
背負い投げ（せおいなげ）
離れた敵を巻き込むことができる。
つかみ膝蹴り（つかみひざけり）
最大で3発まで出せる。2発目で止め、その後に「背負い投げ」や背後に回りこんで投げを決める方が効率が良い。
ニーキック
相手の背後から、膝で思いっきり蹴り飛ばす。「背負い投げ」と同様に離れた敵を巻き込める。

#### 必殺技
ファイアースピナー
炎を纏ったソバットを繰り出す。威力は大きい。ジャンプ中でのみ使用可能。
トルネードスピナー
上昇しながら連続ヒットする蹴りを繰り出す。これもヒットすれば威力は大きいが、外したときの隙がかなり大きいのが難点。
ジャーマンスープレックス
つかんだ相手の背後へ回りこみ、後頭部から地面へ叩きつける。ルシアの持つ単発技の中では最も威力が大きい投げ技。

#### メガクラッシュ
ハリケーンスピナー
ジャンプして高速の回し蹴りを繰り出す。体力を少し消耗するが、技中は完全無敵であり、不利な状況から仕切り直すことができる。

#### スーパーメガクラッシュ
ハードヒットニー
連続蹴りのあと→「トルネードスピナー」→「ファイアースピナー」の連続コンビネーション。全段クリーンヒットすれば大ダメージを与えられるが、ゲージが溜まっている状態でしか使うことができない。他の『タフ』のプレイヤーキャラクターは「つかみ系」であるが、彼女のみ「打撃系」となっていて、状況次第では途中で空振りしてしまうことがある。

### ストリートファイターV

#### Vシステム
ハンマーナックル
Vリバーサル。組み合わせた両腕を振り回して反撃する。
ドリフトアッパー
Vシフトブレイク。

##### Vスキル
タッピングキック[I]
『タフ』での連続技、ミドルキック→ローキック→ハイキック→ローリングエルボーを繰り出す。
アレストヒール[II]
前方にジャンプして、踵落としを繰り出す。相手の飛び道具や下段攻撃を避けることが可能。

##### Vトリガー
バーニングファイト[I]
足に炎を纏う。発動中はキック系の必殺技とVスキルが強化される。
ウェポンフリー[II]
トンファーを使う攻撃「タクティカルウェポン」が使用可能になる。

#### 投げ技
ジャーマンスープレックス
相手にジャーマンスープレックスをかける。
バックキャリースロー
相手を背負い投げで投げ飛ばす。

#### 特殊技
ニースライディング
スライディングで滑り、膝で攻撃する。
エルボークラッシュ
両腕を組み合わせ、肘を叩き付ける中段技。
クイックサイドキック（立ち弱パンチ → 立ち弱キック）
ジャブ、ミドルキックの連撃。
スピンドライブ（立ち弱パンチ → 立ち弱キック → 立ち中キック）
ジャブ、ミドルキック、上段後ろ回し蹴り、回し蹴りの連撃。
ストリートスタイルワンセット（立ち弱パンチ → 立ち弱キック → 立ち中キック → 立ち強キック）
ジャブ、ミドルキック、上段後ろ回し蹴り、回し蹴り、飛び回し蹴りの連撃。
キャリーボーナス（立ち弱パンチ → 立ち弱キック → 立ち中キック → しゃがみ強パンチ）
ジャブ、ミドルキック、上段後ろ回し蹴り、回し蹴り、バックキャリースローの連撃。
ドロップターゲット（ジャンプ中パンチ → 立ち強パンチ）
ジャンプ中の連撃で、ヒット時は相手を地面に叩き落す。

#### 必殺技
ガンスモーク
前方に走り出す移動技。ダッシュ中はボタンに応じた必殺技に派生する。
ラフチェイス
ダッシュの勢いでショルダータックルを繰り出す。EX版は肘打ちになり、相手を膝崩れダウンさせる。
トルネードスピナー
斜め上に跳び上がりつつ二連続の回転蹴りを繰り出す。EX版は二連続の回転蹴りがヒットすると大きく蹴り上げる。
サイクロンスピナー
Vスキル[I]を選択時に使用可能。回し蹴り、後ろ回し蹴りの連撃。EX版はヒット後にローリングエルボーで追撃する。
ナビングニードル
Vスキル[II]を選択時に使用可能。飛び膝蹴り。EX版は飛び膝蹴りの後に「アレストヒール」を繰り出す。
ファイアスピナー
炎を纏ったローリングソバットを繰り出す。
ハリケーンスピナー
ジャンプして高速の回し蹴りを繰り出す。
ファイアクラッカー
炎を纏った足の踵を小さく蹴り上げ火の玉を作りだす。
フリッパーシュート
「ファイアクラッカー」で作り出した火の玉を相手に向かって蹴り飛ばす飛び道具。ボタンの強度によって軌道が異なる。
タクティカルウェポン
Vトリガー[II]発動中に使用可能。トンファーを二連続で振り回す技。必殺技でのキャンセルが可能。

#### クリティカルアーツ
ハードヒットニー
飛び膝蹴り、二連続の回し蹴り上げがヒットすると、空中に飛び上がりながらの連続した回し蹴りを浴びせる。

## 担当声優
- 谷口和花子（『ファイナルファイト タフ』）
- 立花理香（『ストリートファイターV』日本語版）
- JEANNIE TIRADO（『ストリートファイターV』英語版）

## 関連人物
- マイク・ハガー
- ガイ
- ディーン